# Sozialpolitik
Sozialpolitik ist die Bezeichnung für Maßnahmen zur Verbesserung der wirtschaftlichen und sozialen Situation insbesondere benachteiligter gesellschaftlicher Gruppen. Träger der Sozialpolitik sind vornehmlich der Staat, daneben Unternehmen, Gewerkschaften, Nichtregierungsorganisationen und die Kirchen.
Im staatlichen Bereich gehört die Sozialpolitik zu den ältesten Politikfeldern. Ihr primäres Ziel ist es, die soziale Lage benachteiligter Gruppen zu bessern, insbesondere durch eine Angleichung der Lebenschancen und Existenzbedingungen. Dabei soll eine menschenwürdige Existenz und die soziale Teilhabe gesichert werden. Übergeordnetes politisches Ziel ist die Integration ärmerer Bevölkerungsgruppen in die Gesellschaft und damit die Stabilisierung der Gesellschaftsordnung.
Die betriebliche Sozialpolitik geht zurück auf die Entstehung der Industrialisierung. Insbesondere industrielle Großunternehmen (z. B. Krupp AG) schufen Wohlfahrtseinrichtungen (Kranken-, Sterbe-, Unterstützungs- und Pensionskassen, Konsumanstalten, Wohn- und Ledigenheime) zu einer Zeit, als die staatliche Sozialpolitik noch in ihren Anfängen steckte.
Als wissenschaftlicher Gegenstand wird Sozialpolitik an deutschen Universitäten von mehreren sozialwissenschaftlichen Disziplinen thematisiert. Sowohl die Profession der Sozialen Arbeit, die Volkswirtschaftslehre als auch die politischen Wissenschaften und die politische Soziologie analysieren die Sozialpolitik aus unterschiedlichen Perspektiven.

## Bereiche
Sozialpolitik hat im Kernbereich zunächst die klassischen Systeme der Sozialversicherung gegen viele Lebensrisiken der abhängig Beschäftigten herausgebildet: Krankheit, Alter, Unfall, Arbeitslosigkeit und relativ neu Pflegebedürftigkeit.
Hinzu kommen vielerlei Maßnahmen, die den sozialen Ausgleich etwa durch Kinderfreibeträge, Erziehungsgeld, Sozialhilfe und Wohngeld herstellen sollen.
Außerhalb der direkten Einkommensumverteilung befasst sich Sozialpolitik weitergehend familienpolitisch sowie mit sozialen Problemfeldern in der Arbeitswelt, wie dem Arbeitsschutz, mit dem Mieterschutz und generell mit der Sozialfürsorge (früher: Armenfürsorge), der Jugendhilfe, der Eingliederungshilfe für Behinderte in die Gesellschaft u. a. m.

## Träger
Träger der staatlichen Sozialpolitik in der Bundesrepublik Deutschland sind der Bund, die Länder und die Gemeinden sowie von ihnen beauftragte Anstalten und Körperschaften.

## Geschichte der Sozialpolitik in Deutschland

### Industrialisierung, Urbanisierung und die Soziale Frage
Durch die Industrialisierung und die damit einhergehenden gesellschaftlichen und sozialen Veränderungen entstand die Notwendigkeit, soziale Sicherung und soziokulturelle Integration der Bevölkerung zunehmend durch staatliches Handeln herzustellen. Die Abwanderung großer Teile der ländlichen Bevölkerung von der dörflichen Gemeinschaft in die Städte als abhängige Lohnarbeiter bargen bei Wirtschaftskrisen die Gefahr massenhafter Verelendung (Pauperismus), die von der traditionellen Armenfürsorge der rasch wachsenden Städte (Urbanisierung) nicht aufgefangen werden konnte. Zudem waren die Arbeitsbedingungen in den Fabriken so schlecht, dass viele der Proletarier relativ früh oder nach Arbeitsunfällen aus dem Arbeitsprozess ausscheiden mussten.
Diese Soziale Frage sowie das Anwachsen der Sozialdemokratie führten dazu, dass sich Sozialpolitik im Kaiserreich zunächst auf die Arbeiter konzentrierte, erst in der Bundesrepublik Deutschland wurden auch Teile der Selbständigen in die gesetzlichen Sozialversicherungssysteme einbezogen.

### Der Beginn im Kaiserreich
Um den direkten Eingriff in die innerbetriebliche Gestaltung der Arbeitsbedingungen (Arbeitsschutz) zu vermeiden sowie die wachsende Zustimmung zu den oppositionellen Sozialdemokraten und Sozialisten umzukehren, wurde von Otto von Bismarck Ende des 19. Jahrhunderts das System der Sozialversicherungen (Krankenversicherung, Unfallversicherung sowie Invaliditäts- und Altersversicherung) reichsgesetzlich geregelt. Beiträge für die Versicherung im Krankheitsfall und für das Ausscheiden aus dem Arbeitsleben zahlten Beschäftigte und Unternehmer zu gleichen Teilen, Beiträge für die Berufsgenossenschaften die Unternehmer alleine. Der Arbeitsschutz wurde vor allem mit Blick auf die Bevölkerungspolitik (Schutz von Schwangeren sowie Kindern und Jugendlichen) ausgebaut.
In den Jahren des Deutschen Kaiserreichs, insbesondere im Ersten Weltkrieg, entwickelte sich die Zuständigkeit für die Sozialpolitik aus dem Bereich der Innenministerien heraus zu eigenen Behörden bzw. Ministerien. Die Sozialpolitik war nun nicht mehr allein ein Teil staatlichen Handelns mit dem Ziel der Prävention gegen soziale Unruhen.

### Weimarer Republik
In der Weimarer Republik kam es zu einem Ausbau der Sozialversicherungen sowie zur Erweiterung sozialer Dienste und Institutionen im Bereich der Krankenfürsorge, Bildung und des Schulwesens und im Bereich der Wohnungspolitik. Die deutsche Inflation, die zur Verarmung von Menschen führte, die geglaubt hatten, durch Ersparnisse für ihr Alter vorgesorgt zu haben, machte die Einrichtung einer Kleinrentnerversicherung notwendig. Dagegen hatte die Sozialversicherung der Rentner, wenn auch mit dramatischen Einschnitten im Verlauf der Inflation selbst, die ersten Jahre der Weimarer Republik schadlos überstanden. 1927 wurde nach langen Debatten – die bereits im Kaiserreich begonnen hatten – die Arbeitslosenversicherung reichsgesetzlich geregelt.
Konkrete Regelungen waren:
- das Reichsjugendwohlfahrtsgesetz (RJWG) von 1922/24, das die Jugendfürsorge aus der allgemeinen Armenfürsorge herauslöste;
- die Reichsgrundsätze über Voraussetzung, Art und Maß der öffentlichen Fürsorge (RGr)'[5] die erste Schritte hin zu einer Vereinheitlichung der Fürsorgepolitik sowie Fürsorgeleistungen für unter Kriegsfolgen Leidende enthielten, sowie die Verordnung über die Fürsorgepflicht (RFV)[6] – außer Kraft trat dabei am 1. April 1924 das Gesetz über den Unterstützungswohnsitz;
- das Gesetz über Arbeitsvermittlung und Arbeitslosenversicherung (AVAVG) von 1927, das die Arbeitsvermittlung von der kommunalen Ebene auf die staatliche Ebene verlagerte und erstmals eine Arbeitslosenversicherung einführte.

Durch die Deflationspolitik des Reichskanzlers Heinrich Brüning als Antwort auf die Auswirkungen der Weltwirtschaftskrise wurden jedoch alsbald große Teile des Sozialversicherungssystems in ihrer Substanz gefährdet, die Leistungen für Kranke, Invaliden und Rentner wurden durch eine Politik des Sparens drastisch verringert. Obwohl die Arbeitgeber seit 1928 gegen die „Überlastung“ durch die Beiträge als Teil des Bruttolohns Sturm gelaufen waren, überlebte das System der Sozialversicherungen auch diese Zeit.

### Zeit des Nationalsozialismus
Um die hohe Arbeitslosigkeit abzubauen, wurde 1933 zunächst das Reinhardt-Programm gesetzlich eingeführt, dessen erfolgreiche Umsetzung dem Regime große Zustimmung in der Bevölkerung einbrachte. Zur Zeit des Nationalsozialismus veranlasste die Regierung unter anderem deutliche Reallohnsenkungen durch gesetzliche Lohnstopps und Zwangsarbeitsmaßnahmen. Jedoch demontierte die Regierung das System nicht insgesamt, sondern baute es in wenigen strategischen Teilen auch aus, deutete Sozialpolitik ideologisch um und instrumentalisierte sie. Die Sozialpolitik des Nationalsozialismus war an der Ideologie der „Volksgemeinschaft“ ausgerichtet. Aus ihrer Zeit stammen z. B. die gesetzlichen Regelungen hinsichtlich des 1. Mai als Feiertages (Tag der Arbeit) und des Anspruchs auf Jahresurlaub, die bis heute gelten. Besonders im Blickpunkt der Förderung war dabei die Familie, um die Kinderanzahl bzw. die Bevölkerungsgröße zu erhöhen. Die Sozialpolitik war im Nationalsozialismus ein wichtiges Politikfeld, um die Bevölkerung zu gewinnen bzw. ihre Unterstützung in Kriegszeiten nicht zu verlieren. Auch die Wohlfahrtspflege der Weimarer Republik wurde im Sinne der NS-Ideologie instrumentalisiert. Als Staatsorganisation trat der Verein Nationalsozialistische Volkswohlfahrt neben andere Wohlfahrtsorganisationen, wohingegen vormals führende Verbände zurückgedrängt wurden.

### Sozialpolitik der DDR
In der DDR wurde der Begriff „Sozialpolitik“ erst in den 1960er Jahren eingeführt – vorher herrschte die Meinung vor, der Begriff sei, da ja durch die Sozialistische Einheitspartei Deutschlands (SED) der Sozialismus aufgebaut werde, überflüssig. Nach einer umfassenden ideologischen Prüfung des Begriffs fand dieser schließlich im Jahre 1968 erstmals seine Legitimation in der Verfassung der DDR: So wurde die Sozialpolitik in der DDR wie auch in den anderen sozialistischen Staaten in Mittel- und Osteuropa in einem sehr weiten Sinne verstanden und umgesetzt. Die DDR-Sozialpolitik zielte klar darauf, die sozialistische Gesellschafts- und Wirtschaftsordnung sowie deren parteilichen Unter- und Überbau zu flankieren, zu schützen und zu stabilisieren. Die Arbeitsproduktivität der Werktätigen sollte durch eine Motivationsstärkung erhöht werden. Die Existenzsicherung gewährleistete eine Mindestversorgung, welche sich aber auf einem sehr geringen Niveau bewegte. Das schloss auch die Konsumpolitik der DDR ein, besonders die Bezuschussung von Produkten des täglichen Bedarfs, welche aus dem öffentlichen Haushalt des „Arbeiter- und Bauernstaates“ kamen, sowie die Festlegung von Tarifen und Dienstleistungen.
In den 1970er Jahren wurde die „Einheit von Wirtschafts- und Sozialpolitik“ beschworen. Als Neuerung kamen die forcierte Förderung des Wohnungsbaus und der Ausbau der Frauen- und Familienpolitik hinzu. Die Frauen- und Familienpolitik zielte auf eine Vereinbarung von Mutterschaft und Erwerbstätigkeit. Aufgewertet wurde zudem die auf Freizeit und Erholung zielende betriebliche Sozialpolitik. Wachsende sozialpolitische Bedeutung als Schutz vor materieller Verelendung großer einkommensschwacher Gruppen in der DDR gewannen in den 1970er und 1980er Jahren die Preissubventionen für Waren des Grundbedarfs sowie für Mieten und Tarife im Personennahverkehr und für Gas, Strom und Wasser.

### Bundesrepublik Deutschland
Im Grundgesetz wird das Sozialstaatsprinzip generell in Art. 20 Abs. 1 festgeschrieben; sozialstaatliche Grundsätze lassen sich auch aus einzelnen Geboten wie Schutz der Menschenwürde, Sozialbindung des Eigentums, Schutz von Ehe und Familie ableiten.
Auf dieser Grundlage und begünstigt durch einen wirtschaftlichen Aufschwung (Wirtschaftswunder) wurde von der Gründung bis in die Mitte der 1990er Jahre hinein in der Bundesrepublik Deutschland das Netz der sozialen Sicherungen weiter ausgebaut. Meilensteine des Ausbaus des Sozialstaates waren:
- 1957 Rentenreform: Einführung der dynamischen Rente
- 1995 Pflegeversicherung

In der Folge stieg die Sozialquote bis 2003 auf den bisherigen Höchstwert von 32,3 % um danach bis 2006 auf 30,3 % leicht abzusinken.

### Sozialpolitik in der Schweiz
Das im Sommer 1937 von Schweizer Gewerkschaften und Unternehmern geschlossene „Friedensabkommen“ war einerseits Grundlage einer bis in die 1960er Jahre währenden Abwesenheit von Streiks, führte aber andererseits dazu, dass Konflikte sich ins Innere der Fabriken verlagerten. Kündigungen und hohe Fluktuation wurden zum Ersatz für Streiks und gewerkschaftliche Vertretung. Einer betrieblichen Sozialpolitik kam daher nach 1945 die Rolle zu, die Beschäftigten zu „motivieren“, Arbeitskraftreserven zu erschließen und Konflikte im Betrieb einzuhegen. Dazu gehörte einerseits die Einrichtung von Wohlfahrtsfonds für den Fall von Alter und Krankheit (die 1947 durch ein nationales Versicherungssystem ergänzt wurden) sowie von Kantinen und Wohlfahrtshäusern mit Angeboten wie Nähkursen für die Beschäftigten. Flankiert wurde diese betriebliche Sozialpolitik von aus den USA übernommene Neuerungen wie dem betrieblichen Vorschlagswesen und werbewirksamen Maßnahmen zur Identifikation mit der Firma. Neben den USA war jedoch auch die im NS-Deutschland propagierte Betriebsgemeinschaft ein ideologisches Vorbild: Konzepte aus der NS-Rüstungsindustrie kamen insbesondere bei der Rationalisierung von Produktionsabläufen und im Akkordwesen zum Einsatz.

### Sozialpolitik in Österreich
Seit der Nachkriegszeit bis heute gilt die österreichische Sozialpartnerschaft als ein Beispiel für die funktionierende Beziehung zwischen Unternehmern und Gewerkschaften. Sie war zunächst eher eine Zielvorstellung sozial engagierter Kreise (Sozialtheologen, christliche Unternehmer, sozialliberale Politiker und Wissenschaftler), der erst allmählich die Praxis folgte.

## Sozialpolitik im internationalen Vergleich

Anteil der Sozialschutzleistungen am Bruttoinlandsprodukt in Europa

Die deutsche Sozialpolitik ist nur ein Beispiel für die Herausbildung des Wohlfahrtsstaates in den entwickelten Industrieländern. In vielen Ländern wurden (und werden) die sozialen Sicherungssysteme gegen die Wechselfälle des Lebens aus ihrer geschichtlichen Entwicklung heraus nicht nur über Beiträge, sondern auch über den Staatshaushalt finanziert (Beispiel: skandinavische Länder, in denen allerdings auch ein bedeutender Teil der staatlichen Sozialpolitik außerhalb der Sicherungssysteme stattfindet). Andere Länder gehen erst in den letzten Jahren zur Beitragsfinanzierung über (z. B. Italien). Eine gewisse Harmonisierung findet im Rahmen der Sozialpolitik der EU statt, deren weitere Entwicklung aber schwer einzuschätzen ist.
In Großbritannien unterlag der zunächst in der Nachkriegszeit ausgebaute Wohlfahrtsstaat in den 1980er Jahren unter Margaret Thatcher erheblichen Leistungssenkungen. Das damit verbundene Sozialmodell wurde 1997 von der Labourregierung unter Tony Blair weitgehend übernommen, die besonders die Mobilisierung der von Armut und Ausgrenzung Betroffenen in den Vordergrund stellte („work for welfare“ Workfare). Eine Umverteilung gesellschaftlichen Wohlstandes ist dabei im sozialpolitischen Modell Großbritanniens nicht angestrebt.
Die USA entschlossen sich erst in der Weltwirtschaftskrise, angesichts Hunderttausender verelendeter Veteranen des Ersten Weltkrieges, zu ersten Ansätzen des Aufbaus von sozialen Sicherungssystemen (New Deal). Dritte-Welt-Staaten haben z. T. noch gar nicht mit dem Aufbau solcher Systeme begonnen.

## Als Forschungsgebiet in der Wissenschaft
Sozialpolitik ist auch Gegenstand eines Wissenschaftsgebiets, in dem mit unterschiedlichen Methoden und Theorieansätzen geforscht wird. Sowohl die Grundlagen der Wissenschaften Sozialarbeit als auch der Wirtschaftswissenschaften (Sozialökonomie) entwickeln die Ansätze der Sozialpolitik weiter. Die theoretischen Grundlagen und Methoden in beiden Wissenschaftsgebiete lassen sich durch die Beiträge in diesen Feldern beschreiben:
- Armutsforschung[9]
  - Altersarmut
  - Kinderarmut
  - Unterstützung sozialer Randgruppen

## Chronik (Deutschland)
- 1854 Knappschaftsgesetz
- 1883 Krankenversicherung
- 1884 Unfallversicherung
- 1889 Invaliditäts- und Altersversicherung (gesetzliche Rentenversicherung)
- 1891 Einführung der Selbstversicherung
- 1903 Kinderschutzgesetz
- 1912 Witwenrentengesetz
- 1923 Reichsknappschaftsgesetz
- 1927 Arbeitslosenversicherung
- 1956 Ausweitung der Rentenversicherung
- 1957 Änderung der Bemessungsgrundlage für Rentensteigerungen: Bindung an die Lohnentwicklung
- 1995 Einführung der Pflegeversicherung
- 2003–2005 Hartz-Reformen: u. a. Zusammenführung von Sozial- und Arbeitslosenhilfe